# Абья (волость)
А́бья (эст. Abja) — бывшая волость в Эстонии, в составе уезда Вильяндимаа. Административный центр и крупнейший город — Абья-Палуоя.
Территория волости — 290,21 км², численность населения по оценке на 2010 год — 2514 человек.
24 октября 2017 года, в результате административной реформы местных самоуправлений Эстонии волости Каркси, Халлисте, Абья и город Мыйзакюла образовали новую волость — Мульги.

## Физико-географическая характеристика
Волость Абья расположена в юго-западной части уезда Вильяндимаа, на границе с Латвией.
Рельеф южной части волости носит равнинный характер, а северная часть покрыта холмами.

## История
Территория волости была заселена людьми более 5 тысяч лет назад. В начале XIII века она была завоёвана немецкими рыцарями. К 1504 году относится первое упоминание топонима Абья. С 1560 года территория стала принадлежать Польше, с 1629 года — Швеции, с 1710 года — России. В 1918 году Абья вошла в состав независимой Эстонии, в 1940 году — в СССР. В 1941—1944 годах территория была оккупирована фашистской Германией. С 1991 года — вновь в составе независимой Эстонии.
В 1993 году Абья-Палуоя получила статус города. В 1998 году муниципалитет волости был объединён с муниципалитетом города Абья-Палуоя.

## Экономика
Основой экономики волости является сельское хозяйство. В середине XIX века началось развитие фермерских хозяйств. В советский период, с 1949 года, в волости действовало 2 колхоза. После обретения независимости вновь появились фермы, по состоянию на 2010 год действует 179 ферм.
Раньше всего в Абья началось выращивание зерна, во второй половине XIX века также началось производство льна, а в XX веке стало развиваться животноводство и производство фуража.
Также в волости развита розничная торговля.

## Инфраструктура
По территории волости проходит асфальтированная дорога Пярну — Валга. Большинство других автодорог покрыты гравием. Развито автобусное сообщение.
Развитие образования в волости началось в 1812 году, с 1940 года образование стало общедоступным. По состоянию на 2010 год в волости действует школа и 2 детских сада.
В волости действует больница и аптека.
В начале XX века началось развитие культуры (хоры, народные пляски, игры и спортивные состязания). С 1945 года действует культурный центр. С 1999 года действует музей, также есть библиотека.
Действует почтовое отделение. Местная газета — Lõuna-Mulgimaa, выходит раз в месяц.

## Местное самоуправление
В волости действует муниципальный совет, состоящий из 15 депутатов, который был избран 18 октября 2009 года сроком на 4 года.
Высшее должностное лицо волости — Пеетер Рахнер.
Бюджет волости на 2009 год составил 41 223 106 эстонских крон.

## Достопримечательности
В волости сохранилось несколько старых зданий общественного назначения (банк, школа и другие). Также установлено несколько памятников и мемориалов.
Интересным природным объектом являются обнажения песчаника на берегах реки.